# Южный Дунантуль
Южный Дунантуль (венг. Dél-Dunántúl) — статистический (NUTS 2) регион Венгрии, включающий медье Баранья, Шомодь, Тольна.
Площадь региона составляет 14 169 км² (третий по площади регион Венгрии). Население — 940 585 человек (данные 2011 года). Уровень безработицы в 2001 году составлял 7,8 %.
В Южно-Задунайском крае находится единственная действующая атомная электростанция в Венгрии — АЭС Пакш. Другим важным для экономики региона объектом является область вокруг озера Балатон.
Край известен термальными источниками, агротуризмом и виноделием. Самый крупный город региона — Печ.